# Символ гривні
Символ гривні (₴) — коротке позначення української гривні, прийняте НБУ у 2004 році.
У 2004 році коли НБУ затвердило символ валюти ₴ для гривні, тоді ж було зазначено, що символ гривні може писатися як до (₴500), так і після (500 ₴) номіналу. Написання  в українській мові найновіші правила правопису 2019 року не регламентують. 

## Загальні відомості
Ініціативу проведення конкурсу висунули у 2001 році двоє професорів-математиків Харківського технічного університету НТУ-«ХПІ» Євген Гомозов та Олександр Григор'єв, які запропонували використати у якості знаку стилізовану грецьку літеру «псі», через її подібність до герба України.
Дизайн символу було обрано під час конкурсу, проведеного Національним банком України у 2003 році.
1 березня 2004 року Національний банк України затвердив графічний знак для позначення української валюти.

## Накреслення
Символ ₴ складається із двох елементів.
Перший і основний елемент являє собою рукописний варіант малої кириличної літери «г», як першої літери у назві «гривня».
Другим елементом є дві горизонтальні паралельні лінії, які втілюють ідею стабільності грошової одиниці, високий потенціал і зростання національної економіки України. Схожа ідея традиційно використовується для позначення інших валют, що відокремлює їх від інших символів та піктограм, наприклад, у символі єни ¥ та євро €.

## Комп'ютерне представлення
Знак було включено до стандарту Unicode версії 4.1, який опубліковано у 2005 році. Він присутній в операційній системі Microsoft Windows на клавіатурній розкладці «Українська розширена», починаючи з версії 6.0 (Windows Vista).

### Кодування
| Кодування       | Десятковий код | 16-ковий код | Вісімковий код | Двійковий код     | Відсоткове кодування |
| --------------- | -------------- | ------------ | -------------- | ----------------- | -------------------- |
| Юнікод (UTF-16) | 8372           | 20B4         | 020264         | 00100000 10110100 | %E2%82%B4            |

#### Знак гривні у Windows
Операційна система Microsoft Windows має вбудовану підтримку вводу знака (символу) гривні ₴ з клавіатури починаючи з версії Vista в українській розкладці клавіш: її слід набирати, утримуючи Shift — натиснути «'» (зліва від клавіші «1», угорі від Tab). У попередніх операційних системах на цьому місці була велика літера Ё.
У версіях Windows, старіших за Vista, знак гривні можна вводити за допомогою альтернативних розкладок клавіатури, наприклад за допомогою розкладки «Ukrainian Unicode». Після встановлення цієї розкладки, знак гривні можна набирати комбінацією клавіш Правий Alt + Shift + 3.

#### Знак гривні в Ubuntu Linux
Ctrl+⇧ Shift+u після чого не відпускаючи Ctrl+⇧ Shift набрати 20b4.
Також у розкладці клавіатури Ukrainian Unicode, яка встановлюється за замовчуванням при виборі україномовного інтерфейсу, знак гривні доступний за комбінацією Right Alt+⇧ Shift+3.

#### Знак гривні у MacOS
Знак гривні входить до стандартної української розкладки MacOS і доступний за комбінацією ⌥ Option+⇧ Shift+ф

## Цікаві факти
Символ гривні є майже ідентичним до символу половини давньоримської одиниці ваги — секстули (ROMAN DIMIDIA SEXTULA SIGN 𐆔), різниця лише в кількості горизонтальних рисок — у символу гривні їх дві, у давньоримської одиниці маси — одна.